# Armée de libération du Kosovo
Pour les articles homonymes, voir UÇK et Armée de libération.
L'Armée de libération du Kosovo (en albanais Ushtria Çlirimtare e Kosovës, en abrégé UÇK) est une organisation paramilitaire qui a combattu pour l'indépendance du Kosovo à la fin des années 1990. Après la guerre du Kosovo remportée grâce à l'intervention de l'OTAN, et à la suite de la résolution 1244 du Conseil de sécurité des Nations unies, le mouvement est dissout et intégré au Corps de protection du Kosovo. Certains de ses membres jouent toujours un rôle de premier plan dans la politique kosovare.

## Histoire

### Naissance de l'UÇK (1991-1996)
En 1991, des actions isolées non revendiquées ciblent la conscience de la population pour la liberté vis-à-vis du régime de Slobodan Milošević. Ce n'est cependant qu'en février 1996 que l'on entend parler pour la première fois de l'Armée de libération du Kosovo, après une attaque contre un commissariat de police situé dans l'Ouest du pays.
Au départ, on doute de l'existence de l'UÇK. Le chef modéré du Kosovo, Ibrahim Rugova, attribue les attaques à des agents provocateurs serbes. Toutefois, l'existence de l'UÇK ne fait bientôt plus de doute. Les autorités serbes accusent le groupe de terrorisme et augmentent leur répression et les effectifs de sécurité au Kosovo. Ces mesures ont l'effet pervers de promouvoir la popularité de l'UÇK parmi les Albanais du Kosovo, alors que le groupe en est toujours à ses balbutiements.
Les fondateurs de l'UÇK sont des Albanais radicaux du Kosovo frustrés par la stratégie de résistance passive d'Ibrahim Rugova.
L'organisation bénéficie d’un soutien direct de l’État albanais, notamment des services de renseignement et de l’armée.

### De la guérilla à laguerre du Kosovo(1997-1999)
L'Armée de libération du Kosovo grossit considérablement entre 1997 et 1999. Le pillage massif de casernes lors des troubles politiques et économiques en Albanie en 1997 permet d’armer l’organisation.
L’UÇK mène de nombreuses actions contre la police et l’armée irrégulière serbes, et elle dresse des barrages routiers en région rurale. En mai 1998, l'UÇK contrôle le quart de la province, autour de la région de Drenica. Son bastion se trouve au village de Prekaz, qui sera le théatre en mars 1998 d'un Attaque du Prekaz avec l'armée yougoslave.
Au départ, le gouvernement serbe se demande comment réagir à l'apparition de l'UÇK. Le ministère de l'Intérieur cesse de patrouiller dans de grandes régions du Kosovo, tandis que l'armée yougoslave ne prête pas attention aux activités de l'UÇK. Pour sa part, le chef du gouvernement clandestin, Ibrahim Rugova, est devant un dilemme : réticent à sanctionner la tactique de violence de l'UÇK, il s'inquiète de perdre l'appui des Albanais radicaux.
À cette époque, on ne connaît pas la taille exacte de l'UÇK. Le porte-parole du groupe, Jakup Krasniqi, revendique 30 000 combattants, tandis que d'autres estimations évoquent plutôt de  10 000  à   50 000 hommes. Les Serbes, en revanche, prétendent que l'UÇK compte seulement quelques centaines d'Albanais radicaux. Cependant, la faiblesse militaire de l'UÇK ne fait aucun doute. L'UÇK n'a à sa disposition que des armes légères (comme des fusils d'assaut AK-47 et quelques armes antichars RPG-7), et son arsenal n'est pas à la hauteur des armes lourdes des forces de l'armée serbe.
La disparité devient évidente à l'été 1998 après la réaction du gouvernement à la tentative ratée de l'UÇK de prendre la ville d'Orahovac. Les forces de sécurité serbes lancent une offensive contre l'UÇK, détruisent en grande partie son organisation et regagnent la domination de presque toute la province (à l'exception d'une zone entourant la ville frontalière de Junik). L'offensive serbe se caractérise par une utilisation aveugle de la force en provoquant beaucoup de morts notamment des civils dans les villages du Kosovo soupçonnés d'héberger des rebelles de l'UÇK. Elle contraint plus de 10 000 personnes à fuir leurs maisons et provoque un tollé des États européens.
L'UÇK répond à la défaite en se réorganisant. Elle établit une structure centrale de commandement et un organisme chargé de l'entraînement. Elle forme un groupe principal (Shtabi je Pergjithshem) composé de 16  à   20 membres et divise le Kosovo en sept zones opérationnelles militaires qui sont dirigées de manière semi-autonome par des commandants connus sous des pseudonymes. L'UÇK crée aussi une aile politique (Drejtoria Politike) animée par le populaire libérateur Hashim Thaçi. Elle construit des camps d'entraînement et des bases dans la zone sécurisée située au nord-est de l'Albanie et établit même sa propre académie militaire (Akademia e Ardhshme Ushtarake) où d'anciens officiers yougoslaves d'origine majoritairement albanaise mais aussi bosniaque et croate forment les recrues. Selon des sources serbes, les premiers camps d'entraînement de l'UÇK s'établissent à Labinot, près de Tirana, à Tropojë, à Kukës et à Bajram Curri près de la frontière qui sépare la Yougoslavie de l'Albanie.
La nouvelle de l'offensive serbe fait le tour de l'Europe et suscite une réaction sans précédent dans la diaspora albanaise. Des milliers de jeunes émigrés albanais quittent leur emploi pour venir s'entraîner dans les camps de l'UÇK. Ils sont si nombreux que l'UÇK est d'abord incapable de se charger d'eux tous. La stratégie de financement de l'UÇK porte aussi ses fruits : des millions de dollars arrivent des milieux interlopes d'Europe centrale pour financer l'armée de libération et lui permettent notamment d'acheter des quantités considérables d'armes sur le marché noir. L'UÇK continue d'utiliser principalement de petites armes, mais augmente la variété de son arsenal en acquérant des missiles antiaériens SA-7 et FIM-92 Stinger, ainsi que de l'artillerie légère, comme des mortiers.
Jusqu'en 1997, les États-Unis considèrent l'UÇK comme une organisation terroriste. Le représentant spécial du président Bill Clinton dans les Balkans, Robert Gelbard (en), décrit l'UÇK comme un groupe indubitablement terroriste.
Néanmoins, avant février 1998, l'UÇK est supprimée de la liste des organisations terroristes du département d'État des États-Unis. Selon des sources fiables, des représentants de l'UÇK auraient rencontré, dès 1996 et possiblement plusieurs années plus tôt, des services de renseignements américains, britanniques et suisses. En 1998, l'hebdomadaire britannique The European mentionne que des services de renseignements militaires et civils allemands auraient participé à l'entraînement et à l'équipement de la guérilla dans le but de consolider l'influence allemande dans les Balkans. L'ancien conseiller au Parlement allemand, Matthias Küntzel, prouvera plus tard que ces services secrets ont joué un rôle essentiel auprès de l'UÇK depuis sa création. Selon le Sunday Times de Londres, des agents de renseignements américains ont admis avoir participé à la formation militaire de l'Armée de libération du Kosovo avant le bombardement de la Serbie par l'OTAN. L'Organisation pour la sécurité et la coopération en Europe (OSCE), après son départ du Kosovo avant les bombardements, a laissé du matériel de téléphonie satellitaire à certains membres de l'UÇK qui possédaient même le numéro de téléphone mobile du général de l'OTAN Wesley Clark.
Le nouveau gouvernement albanais nie tout appui à l'UÇK, mais ne ferme pas la frontière avec le Kosovo ni les camps situés en Albanie. Il n'est probablement pas en mesure de le faire, puisqu'à l'époque, le chaos règne dans le Nord-Est du pays. Au Kosovo, l'UÇK a appris de ses erreurs et évite de concentrer ses forces dans les villages où elle serait une cible facile des Serbes. Elle lance plutôt des raids depuis les collines et les forêts de l'Ouest du Kosovo. Les combattants de l'UÇK ciblent l'armée serbe. Les ripostes serbes, accusées de démesure, ripostent en provoquant de grand massacres , comme dans le cas du massacre de Račak en janvier 1999, ce qui incite d'autres Kosovars à fuir, et augmente la pression de l'opinion publique occidentale en faveur d'une intervention militaire. Cependant, le doute persiste sur la nature de cet incident, c'est-à-dire s'il s'agissait d'un combat ou d'un massacre.

### La guerre du Kosovo et ses répercussions (1999-2008)
Le conflit passe de la guérilla à la guerre en mars 1999. Les forces serbes et yougoslaves lancent une violente offensive contre l'UÇK et certaines communautés albanaises. Elles provoquent ainsi l'exil d'une grande part de la population albanaise, dans le but affiché de priver l'UÇK de soutien. Dès le début des combats, l'UÇK subit de lourdes pertes et est forcée de se retrancher en Albanie. Seuls quelques milliers de combattants restent au Kosovo. Le commandant de l'Armée de libération du Kosovo, Sylejman Selimi, personnage politique sans formation militaire officielle, est destitué en mai 1999 et remplacé par Agim Çeku, un ancien général de brigade de l'armée croate.
Bien qu'elle ait des répercussions militaires limitées sur les forces serbes, beaucoup plus puissantes, l'UÇK joue un rôle essentiel lors de la guerre. Après la nomination d'Agim Çeku, elle adopte une position beaucoup plus agressive. Elle attaque des unités des forces de sécurité serbes et les contraint à aller en terrain découvert, à la merci des bombardements de l'aviation de l'OTAN.
La guerre terminée, l'OTAN et les autorités serbes signent un accord de paix qui place le Kosovo sous le protectorat des Nations unies. L'UÇK consent à se désarmer, bien qu'elle ne signe pas les traités de paix. L'OTAN réussit à convaincre l'UÇK à se démilitariser et à participer au processus de paix en lui promettant de former le Corps de protection du Kosovo (CPK, TMK en albanais). Le nouveau groupe, composé de 3 000 membres issus des rangs de l'UÇK, est chargé d'œuvrer en région sinistrée, notamment d'apporter une aide humanitaire et de déminer. Afin de montrer la continuité entre les deux entités, on établit les zones opérationnelles du CPK sur le modèle de celles qu'avait établies l'UÇK. Le CPK installe ses bataillons dans les anciens baraquements de l'armée yougoslave.
La création du CPK n'est pas entièrement couronnée de succès, car de nombreux vétérans de l'UÇK regrettent le rôle qu'ils occupaient dans l'Armée de libération du Kosovo et, quelque temps après la fin de la guerre, des Serbes et quelques Albanais modérés sont assassinés. On blâme les membres de l'UÇK pour ces meurtres ainsi que pour l'intimidation qui provoque l'exil de milliers de Serbes du Kosovo après la guerre, ils ont également participé à la rébellion albanaise en Macédoine en 2001.
L'héritage légué par l'UÇK demeure important au Kosovo. D'anciens membres jouent toujours un rôle de premier plan dans la politique kosovare. L'ex-chef politique du groupe, Hashim Thaçi, est le chef du Parti démocratique du Kosovo, l'un des principaux partis politiques de la province. Il est nommé Premier ministre le 9 janvier 2008 et la province déclare son indépendance le 17 février suivant.

## Accusations de crimes

### Crimes de guerre en Albanie et au Kosovo
Il y eut des comptes rendus de crimes de guerre commis pendant et après le conflit. Des civils, hommes, femmes, enfants, d' origines serbe, rom et albanais accusés de collaboration, ont été torturés et tués dans des camps mis en place par l'UÇK. [réf. nécessaire]
À la fin de la guerre, plusieurs dirigeants de l'UÇK ont été inculpés pour crimes de guerre par le TPIY.[réf. nécessaire]En 2005, le Premier ministre de l'époque et ancien commandant de l'UÇK, Ramush Haradinaj, a été inculpé de 3 chefs d'accusation pour crimes de guerre. Il sera acquitté par ce même tribunal le 3 avril 2008 à la suite d'un procès marqué par la disparition troubles de certains témoins et le refus de témoigner de nombreux autres. Pour ces raisons le TPIY décide de casser ce jugement et d'ouvrir un nouveau procès à partir du mois d'août 2011. Malgré les 20 ans requis par le procureur, il sera de nouveau acquitté le 29 novembre 2012 par la cour ce qui amène de nombreuses questions critiques sur le fonctionnement du TPIY. Le 16 juillet 2024, Le tribunal pénal spécialisé du Kosovo a condamné Pjetër Shala, ancien membre de l'Armée de libération du Kosovo, à 18 ans de prison pour crimes de guerre commis pendant la guerre.

### Trafic d'organes
Selon des rapports du Conseil de l'Europe et du Tribunal de La Haye, l'UÇK se serait livrée durant des années, y compris après l'intervention de l'OTAN dans le pays, au trafic d'organes d’êtres humains. Les victimes, presque toujours issues des minorités serbes et roms, étaient enlevées puis expédiées dans des centres de détentions secrets en Albanie pour y être torturées et découpées. Ce traitement aurait également concerné des opposants kosovars au Parti démocratique du Kosovo. Toujours selon ces rapports, le trafic était organisé autour de Hashim Thaçi, ancien Président du Kosovo (du 7 avril 2016 jusqu'à sa démission le 5 novembre 2020), et Shaip Muja, alors responsable de la brigade médicale de l’UCK et aujourd’hui conseiller pour la santé du même Hashim Thaçi,.

### Trafic de drogue
Depuis le début des années 1990, des réseaux albanais et kosovars liés à la mouvance séparatiste ont organisé l’importation en Europe d’héroïne provenant de Turquie afin d'acheter des armes pour l'UÇK. Ces réseaux, particulièrement proches de la mafia italienne, auraient détenus jusqu'à 40 % du marché de l’héroïne en Europe,.

### Épuration ethnique
La commission d’enquête mise en place en septembre 2011 par l'Union européenne sur les crimes de la guerre au Kosovo conclut que l'UÇK a organisé des opérations de purification ethnique contre les minorités serbes et roms du Kosovo. La commission documente des faits de meurtres, kidnappings, déportation et violences sexuelles contre ces minorités, mais aussi contre l'opposition albanaise à l'UÇK. Une purification ethnique décidée, « non pas par quelques voyous isolés, mais qui correspond à un plan organisé, conduit par le leadership de l'ex-UÇK ».